# 할 조던
할 조던(Hal Jordan)은 DC 코믹스의 만화 그린 랜턴 시리즈에 등장하는 인물이다.
앨런 스콧 다음으로 등장한 2대 그린랜턴이다. 그린 랜턴 군단에 소속되어 있으며 작중 가장 위대한 랜턴으로 불린다. 시리즈에 등장하는 그린랜턴 중 가장 대표적인 인물이다. 플래시 배리 앨런과 함께 실버 에이지시대를 연 대표적인 캐릭터이다. 저스티스 리그의 멤버이기도 하다.
아버지인 마틴 조던은 할이 어릴적에 비행기 사고로 사망한다. 할은 아버지를 상당히 존경 했었는데 이 사건은 후에 그가 영웅적인 모습을 보이는데 큰 영향을 준다. 할은 아버지가 죽은 트라우마를 극복하고 비행사가 되지만 이는 그의 어머니가 그를 싫어하게 되는 계기가 된다. 그러던중 어머니가 사망, 형인 잭 조던은 검사로 활약하던중 할이 스펙터가 된사이에 악당에게 살해 당한다. 동생인 짐 조던은 살아 있는데 할은 그를 다른 가족들처럼 죽게 하지 않기 위해 그와 그의 가족들을 애지중지 하는 모습을 보인다.
우주섹터 2814에 그린랜턴으로 전임자인 아빈수르가 사고를 당해 지구에서 사망한후 그의 반지를 물려받는다.